# Palmview
Palmview est une ville des États-Unis située dans le comté de Hidalgo au Texas. En 2010, sa population était de 5 460 habitants.